# Ернст Хаймер
Ернст Лудвиг Хаймер (на немски: Ernst Ludwig Hiemer) е германски журналист и публицист, който работи в тясно сътрудничество с Юлиус Щрайхер, основателя на антисемитския вестник "Der Stürmer.

## Биография и творчество
Ернст Хаймер е автор на три книги, които излизат по време на Втората световна война и са с антисемитска насоченост, сред които най-популярен е текстът на „Отровната гъба“. Работи в тясно сътрудничество с Юлиус Щрайхер, основателят на антисемитския вестник "Der Stürmer".